# Port lotniczy George F. L. Charles
Port lotniczy George F. L. Charles – port lotniczy zlokalizowany w stolicy karaibskiego państwa Saint Lucia – Castries.

## Linie lotnicze i połączenia
| Linia lotnicza        | Kierunek                                                 |  |
| --------------------- | -------------------------------------------------------- |  |
| Caribbean Airlines    | 1. Bridgetown 2. Kingstown 3. Port-of-Spain              |  |
| interCaribbeanairways | 1. Bridgetown 2. Kingstown 3. Melville Hall              |  |
| LIAT                  | 1. Basseterre 2. Bridgetown 3. Kingstown 4. Saint John's |  |
| Winair                | 1. Bridgetown                                            |  |